# 道の駅くちくまの
道の駅くちくまの（みちのえき くちくまの）は、和歌山県西牟婁郡上富田町の紀勢自動車道沿いにある道の駅。かどやが運営する。2015年7月12日に先行オープンし、同年8月2日にオープンした。

## 概要
「くちくまの交流館」として整備を行っていたが、2015年に「道の駅くちくまの」として登録された。
当初は紀勢自動車道の南紀田辺IC - すさみ南IC間が2015年9月の紀の国わかやま国体にあわせて開通する予定であったため、それにあわせてオープンする予定だった。しかし、南紀田辺IC - 南紀白浜IC間の開通が同年7月12日に前倒しされたため、当道の駅もこれにあわせて前倒しオープンすることが決定し、7月12日に準備期間として駐車場とトイレの先行使用を開始し、8月2日にオープンすることになった。
なお、上富田・大阪方面寄りの車線沿いに整備される関係で、紀勢自動車道からの利用は南紀白浜・すさみ方面からの流入、上富田・大阪方面への流出のみとなる。このため、紀勢自動車道の逆方向からの利用は上富田ICから一旦退出し、一般道側の駐車場を利用することになる。一般道から紀勢自動車道側の駐車場に自動車で乗り入れることはできない（人の往来は可能）。

## 道路

### 紀勢自動車道側
- E42 紀勢自動車道

### 一般道側
岩崎交差点からの町道経由による間接接続である。
- 国道42号
- 国道311号

## 主な施設
- 駐車場
  - 紀勢自動車道側：24台[2]
  - 一般道側：20台[2]
- トイレ
- レストラン
- 特産販売所

## 隣
E42 紀勢自動車道
(35)上富田IC - 道の駅くちくまの - (36)南紀白浜IC